# Ford Kuga
Kuga je prvi kompaktni SUV Europskog odjela Ford. Proizvodi se na platformi Ford Focusa i kao konkurenti dostupan je s pogonom na prednje i sva 4 kotača.

## Prva generacija
Nakon uspjeha s novim platformama i modelima poput S-Max-a Ford je na C1 arhitehturi predstavio svoj prvi SUV. Dostupan s 2.0 dizelskim i 2.5 turbo benzinskim motorem, mjenjači su 5 automatski i 6 ručni. Kuga nije dostupna u SAD-u.
2010. godine Kuga je dobila dizelašku izvedbu s 163 ks koja je dostupna i s 6 automatskim Powershift mjenjačem.

## Druga generacija
Krajem 2011. godine Ford je u SAD-u predstavio novu generaciju Ford Escape modela koja koristi platformu novog Ford Focusa. Ovaj model bi trebao 2013. stići u EU pod Kuga imenom.